# NGC 339
NGC 339 là một cụm sao cầu trong chòm sao Đỗ Quyên, cách Đám Mây Magellan Nhỏ khoảng 10.000 ± 12.000 năm ánh sáng (3.000 ± 3.000 Parsec). Cụm sao khá nổi bật, là cụm sao sáng nhất ở phía nam Đám mây. Nó được phát hiện bởi John Herschel vào ngày 18 tháng 9 năm 1835, và được quan sát vào năm 2005 bởi Kính viễn vọng không gian Hubble.

## Hình ảnh

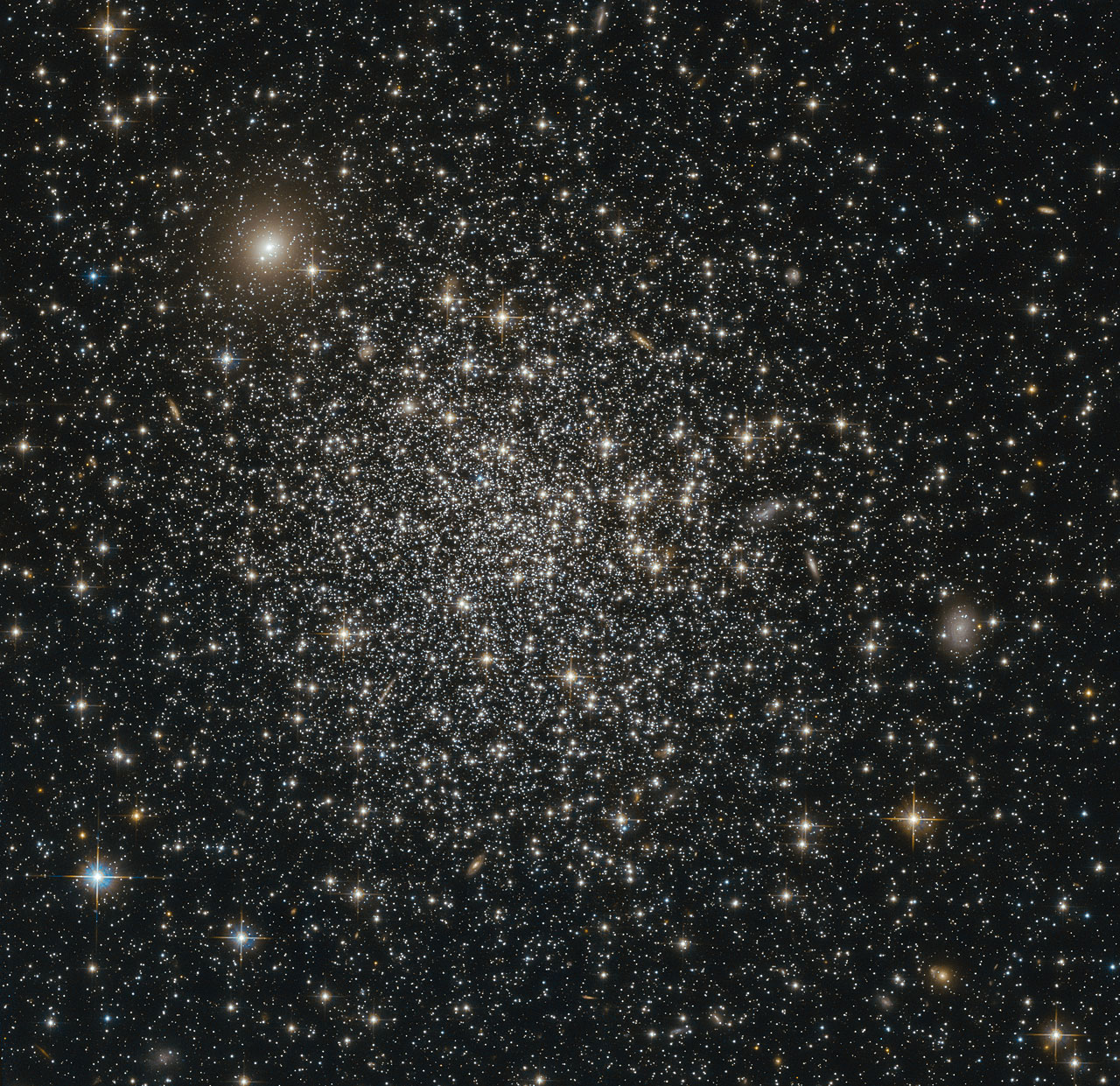
NGC 339 là một phần của Đám Mây Magellan Nhỏ.